# Sandaun
Sandaun (Sandaun Province; službeno West Sepik Province), najsjevernozapadnija provincija Papue Nove Gvineje. Prostire se na površini od 36.300 km² a ima populaciju od 185.741 (2000 popis). Glavni grad je Vanimo. U srpnju 1998 područje grada Aitape pogodio je tsunami u kojem je poginulo preko 2.000 ljudi.

## Distrikti i LLG
Sastoji se od četiri distrikta i svaki od nekoliko lokalnih razina vlasti (LLG; Local-level Government). Ukupan broj LLG-a iznosi 17:
- Aitape-Lumi distrikt, glavni grad Aitape: East Aitape Rural, East Wapei Rural, West Aitape Rural, West Wapei Rural
- Nuku distrikt, glavni grad Nuku. LLG: Nuku Rural, Palai Rural, Yangkok Rural, Maimai Wanwan Rural
- Telefomin distrikt, glavni grad Telefomin. LLG: Namea Rural, Oksapmin Rural, Telefomin Rural, Yapsie Rural
- Vanimo-Green River Distrikt, Glavni grad Vanimo. LLG: Amanab Rural, Bewani-Wutung-Onei Rural, Green River Rural, Vanimo Urban, Walsa Rural